# Верхний Циглат
Верхний Циглат (осет. Уæллаг Цъигълат), ранее Верхняя Окона (осет. Уæллаг Окона, груз. ზემო ოქონა — Земо-Окона) — село в Знаурском районе Южной Осетии. Расположена на восточном склоне ущелья реки Средняя Проне, на высоте 880 метров над уровнем моря.
Грузинский царевич, историк и географ XVIII века Вахушти Багратиони о селении Окона::
Выше Авлеви, на восток от Пцисцкали, в Окона монастырь большой, с куполом, но в странном виде: ибо от землетрясения стоит, накренившись к северу, и не разваливается. Занимает место прекрасное, родниковое.

## Население
Село населено этническими грузинами. По переписи 1989 года в селе жил 81 житель, из которых грузины составили 100 %.